# Per Ulrik Kernell
Per Ulrik Kernell (* 9. April 1797 in Linköping, Schweden; † 30. März 1824 in Erlangen) war ein schwedischer Schriftsteller der Romantik.

## Leben
Kernell studierte an der Universität Uppsala ab 1815 und war ein außergewöhnlich begabter Interpret des Bänkelsängers Carl Michael Bellman. Er nahm an den literarischen Zirkeln des Kreises der Romantiker von Uppsala teil, die nicht selten im Salon der Oberstenwitwe Malla Montgomery-Silfverstolpe zusammenkamen.

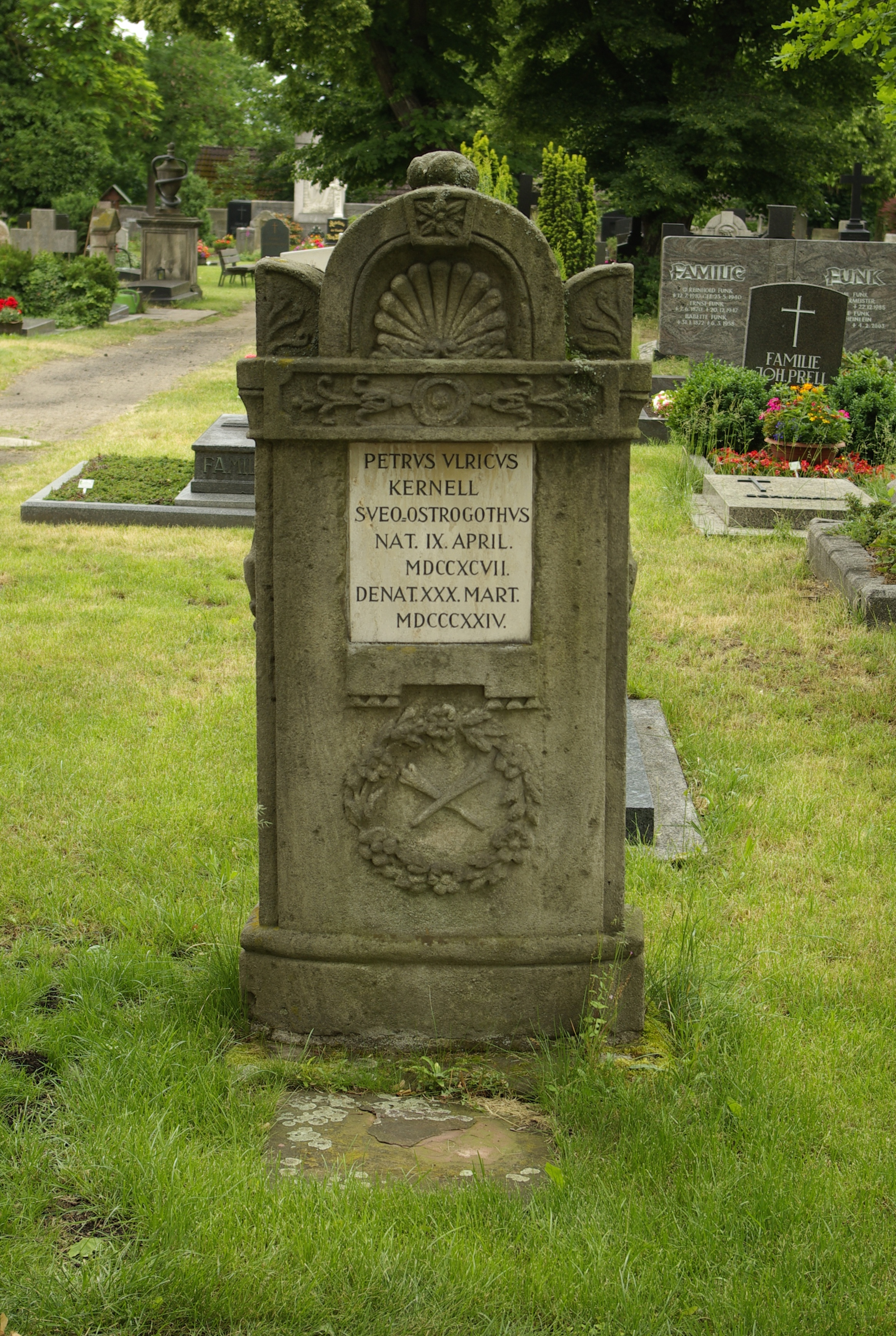
Grab von Per Ulrik Kernell auf dem Neustädter Friedhof in Erlangen

Im Frühjahr 1822 erkrankte er an Tuberkulose und begab sich daraufhin auf eine Reise in den Süden (Frankreich, Italien, Deutschland). Im Sommer 1823 verweilte Kernell bis zum Herbst an der Universität Erlangen. Nach einem Kuraufenthalt in Bad Ems starb Per Ulrik Kernell in Erlangen und wurde dort auf dem Neustädter Friedhof begraben.

## Werke
- „Dödsbudet. Sanning och Dikt.“ (Die Todesbotschaft. Wahrheit und Dichtung.)
- „Per Ulrik Kernells Anteckningar under en resa i det sydliga Europa“ (herausgegeben von Christian Stenhammar).